# La course des sergents de ville
La course des sergents de ville è un cortometraggio del 1907 diretto da Ferdinand Zecca.

## Trama
Un cane ruba un cosciotto da un macellaio, un poliziotto se ne accorge e subito lo insegue. I poliziotti si moltiplicano via via che lo inseguono, ad un certo punto sono costretti addirittura a salire su un edificio fino alla sua cuccia; una volta arrivati li sono loro volta inseguiti dal cane.

## Proiezioni[1]
1. Omnia Pathé, Parigi, 15.1.1907